# 7-Eleven (winkelketen)
7-Eleven (zeg: Seven Eleven) is een internationale winkelketen in gemakswinkels. Het bedrijf heeft winkels in 18 landen, vooral in Japan (meer dan een derde van alle 7-Eleven winkels in de wereld bevinden zich in Japan), de Verenigde Staten, Canada, Mexico, Australië, Taiwan, China, Thailand, Filipijnen, Zuid-Korea, Maleisië, Singapore en Scandinavië. 
De keten vindt zijn oorsprong in Dallas, Texas, waar een medewerker van Southland Ice Company melk, eieren en ijs begon te verkopen. Ze heette toen Speedee-Mart, waarna de naam in 1946 in 7-Eleven veranderd werd, wat aangaf dat de winkel tussen zeven uur 's morgens en elf uur 's avonds geopend was. Dit was heel bijzonder in die tijd.
De huidige eigenaar van het bedrijf is Seven & I Holdings Company in Japan.